# 마이클 보웬
마이클 보언(Michael Bowen, 1957년 6월 21일 ~ )은 미국의 배우이다.
텍사스주에서 태어났다.

## 출연 작품
- 하우스 바이 더 레이크 (2017년)
- 듀크 (2013년)
- 치어리더는 모두 죽는다 (2013년) - 래리 역
- 슬럼버 파티 슬로터 (2012년) - 모드 맨 역
- 추격 (2012, Deep Dark Canyon) - 랜디 카바나 역
- 장고: 분노의 추적자 (2012년) - 트랙커 역
- 아파트 (2011년) - 테디 버그 역
- 에코 파크 러브 스토리 (2011년)
- 소다 스프링스 (2011년) - 래리 역
- 더 퍼펙트 스튜던트 (2011년)
- 분노의 파이터 (2011년) - 렉스 베이커 역
- 캐머플라즈 (2009년)
- 캐빈 피버 2 (2009년)
- 헤센 컨스피러시 (2009, The Hessen Affair) - 벤 캐시디 역
- 왼편 마지막 집 (2009년) - 모튼 역
- 디어 미 (2008년)
- 데드걸 (2008년)
- 오텁시 (2008년)
- 위험한 휴가 (2007년)
- 폴워커의 네고시에이터 (2007년) - 듀크 역
- 더 로스트 (2006년)
- 워크 앤 더 글로리 3 (2006년)
- 바비 (2006년)
- 워크 앤 더 글로리 2 - 아메리칸 자이언 (2005년) - 로버트 존슨 역
- 셀프 메디케이티드 (2005, Self Medicated) - 댄 역
- 애프터 썬셋 (2004년)
- 워킹 톨 (2004년)
- 킬 빌 - 1부 (2003년) - 벅 역
- 네고시에이터 (2001년)
- 억만장자와 결혼하는 법 (2000년)
- 내추럴 셀렉션 (1999년)
- 미 앤 윌 (1999년)
- 매그놀리아 (1999년)
- 킬러가 보낸 편지 (1998년) - 파커 역
- 큐피드 (1997년)
- 재키 브라운 (1997년) - 마크 다거스 역
- 트렁크 속의 연인들 (1997년) - 거스 역
- 트루 크라임 (1995년)
- 에덴의 전사 (1994년)
- 러브 앤 A. 45 (1994년)
- 비버리 힐스 캅 3 (1994년)
- 스위트 머더 (1993, Poisoned by Love: The Kern County Murders)
- 사랑의 사고 (1993년)
- 워터댄스 (1992년)
- 비밀 수색 작전 (1992년)
- 보니와 클라이드 (1992년)
- 플레이어 (1992년)
- 자경단 (1991, Shoot First: A Cop's Vengeance)
- 테이킹 베버리힐즈 (1991년)
- 키드 (1990년)
- 대부 3 (1990년)
- 모탈 패션스 (1989년)
- 부활자 (1989년)
- 싸이렌트 보이스 (1987년)
- 회색 도시 (1987년)
- 에코 파크 (1986년) - 오거스트 역
- 아이언 이글 (1986년)
- 밀월여행 (1986, The Check Is in the Mail...)
- 해변의 사생활 (1985년)
- 다운스트림 (1984년)
- 와일드 라이프 (1984년)
- 카멧 나이트 (1984년)
- 밸리 걸 (1983년)
- 금지된 세계 (1982년)

### 텔레비전
- 시티 레인져 (1994-98)
- CSI: 과학수사대 (2003-10)
- 로스트 (2006-07)
- 크리미널 마인드 (2009) - 토미 앤더슨 역